# Överlida
Överlida – miejscowość (tätort) w Szwecji, w regionie administracyjnym (län) Västra Götaland, w gminie Svenljunga.
Według danych Szwedzkiego Urzędu Statystycznego liczba ludności wyniosła: 540 (31 grudnia 2015), 514 (31 grudnia 2018) i 508 (31 grudnia 2019).